# 汉剧 (客家)
漢劇（也稱廣東漢劇、閩西漢劇）是一種傳統的客家戲劇，舊稱「亂彈」、「外江戲」和「興梅漢戲」，是廣東三大劇種（粵劇、潮劇、漢劇）之一，被譽為「南國牡丹」，是廣東省的三大劇種之一，也是客家人喜文樂見的藝術品種之一。該劇種主要流行於粵東、粵北、閩西、閩南、贛南等地部分客家地區，演繹以中原地區的古調為準，發音近似於現在的普通話。

## 簡介
廣東客家漢劇，原名「外江戲」或「興梅漢戲」，又稱「亂弹」，清乾隆年間進入粵東，以潮州為中心，向鄰近地區傳佈。其演繹風格與湖北漢劇有所不同，為顯示區別，1956年定名為「廣東漢劇」。1959年成立廣東漢劇院，院址設在廣東梅州市。廣東漢劇的唱腔音樂包括「二簧」、「西皮」、「大板」等各種曲調，而以「西皮」、「二簧」為主，此外還有崑曲、民間小調和少量梆子曲調，在晚清被諸多舉人士紳崇為雅樂。
1933年，汕頭公益國樂社出版社刊《公益社樂劇月刊》，主要介紹外江戲劇目、漢樂曲調、潮州音樂等相關資訊。作為刊物主編的大埔籍學者錢熱儲，在内文《漢劇提綱》中，提及此劇種似有创自漢口之可能，遂倡議並將其定名作“漢劇”。

## 歷史
廣東客家漢劇源流始祖说法不一，有稱「來自徽班」、“源于湖北漢劇”、或是“秦戲班底”等等。但據縣有資料記載和考証，當數與湖南祁陽戲（亦稱「祁劇」）關係密切。
漢劇的歷史可追溯到清朝。乾隆二十四年（1759年），外來戲班在廣州建立外江梨園會館，與當地戲班的瓊花會館各立門戶。當時有外江班十五班，其中四個是徽班，八個來自湖南。
嘉慶年間，外江班除活躍於廣州外，足跡已漸次達到潮汕一帶。外江班進入粵東後，吸收當地人入戲班學戲和演出。之後，又進入操客家話的嘉應州（梅州）一帶，吸收客家「中軍班」藝人參加，在此過程中，融合粵東民間音樂和佛教、道教樂曲，以及中軍班音樂（梅城、興寧、五華、大埔等民間婚喪喜慶活動的吹奏樂曲），逐步形成自己的藝術風格；但它在許多方面仍與徽劇有一脈相承之處。
清光緒年間至民國前期，外江戲在潮州的上流社會唄崇為雅樂。自三慶徽班進京為乾隆祝壽後，講官話的戲劇在廣東受到官府器重，也為士紳文人所推崇。普通百姓認為看官戲是有身份的象徵，故稱之為「雅樂」，受到平民的追捧。廣州地區和潮汕地區普通話基礎差，且各有地方戲劇，如粵劇和潮劇，官戲則因此在這些地方式微。而梅州地區則官話較為普及，百姓亦把官戲看作一種知識追求，因此漢劇重心逐漸轉移到梅州。1950年代末，漢劇又按分布地區不同，逐漸分成「廣東漢劇」和「閩西漢劇」兩大類，領奏的胡琴（主弦）均為頭弦，都屬於板式變化豐富的「皮黃」劇種。1956年成立了廣東漢劇團（1959年改組為廣東漢劇院）。
中華人民共和國建國後，廣東漢劇重放異彩，僅廣東境內的專業團體便有廣東漢劇院、梅縣地區漢劇團、梅縣漢劇團、大埔漢劇團、豐順漢劇團、興寧漢劇團、蕉嶺長風漢劇團、平遠漢劇團、揭西漢劇團、潮州漢劇團、揭陽漢劇團、連平漢劇團、惠陽地區漢劇團、粵北漢劇團等近20個；還有業餘班社（包括漢樂）上百個。

## 代表劇目
廣東客家漢劇劇目題材廣泛，總計有800多個。 至2019年，在廣東漢劇的傳統劇目中，有劇本的共三百二十八個，有目無本的八百七十二個。代表性劇目有《百里奚會妻》、《齊王求將》、《紅書寶劍》、《打洞結拜》、《三打王英》、《林昭德》、《遊武廟》、《昭君出塞》、《擊鼓罵曹》、《孟姜女哭倒長城》、《孟麗君》、《珍珠塔》、《四進士》、《山海關》、《五台山》、《一袋麥種》、《人民勤務員》、《秦香蓮》、《鬧嚴府》、《春娘曲》、《花燈案》、《包公與妞妞》、《蝴蝶夢》、《深宮假鳳》、《白門柳》、《黃遵憲》、《李堅真》等；根據地方掌故編寫的有《廣東案》《揭陽案》《花燈案》《武平案》等。

## 表演特徵

### 音樂曲調
廣東客家漢劇曲調有二黃、西皮、大板和曲牌雜調四大類。皮黃板式包括倒導板、頭板、二板、三板、二六板、馬龍頭、疊板、哭板（滾板）、叫頭（或稱「哭科」）等，又分「正指」與「反指」兩種調門。二黃曲調平穩大方，優雅持重，善於抒發真切、哀怨的感情。
西皮曲調靈活，高亢激昂，流暢悠揚，婉轉多腔，關於抒發喜樂感情。大板舊稱「二黃平板」，曲調輕鬆活潑，悠揚瀟灑，宜喜不宜悲，常作為二黃板式情調不足的補充。曲牌雜調包括一些曲牌、民間小調和少量梆子、 崑曲。

### 角色行當
廣東客家漢劇的角色行當有生（小生）、旦、醜、公（老生）、婆、紅淨、烏淨七大行。此外還有包單、雜（打雜），俗稱小行。大行中的生、旦、醜、 公還可細分為各「當」，如「公」行中分白須、摻白須、烏鬚老生、武老生等；「生」行中分文生、武生、文武生、娃娃生等；「旦」行分正旦、青衣、花旦、武旦、彩旦等；「醜」行分官袍醜、方巾醜、短衣醜、武丑、童醜、女醜等。

### 樂器

#### 文場樂器
文場樂器有頭弦、二胡、三弦、橫簫、大嗩吶、小嗩吶、揚琴、提胡、秦琴、月琴、椰胡、琵琶、古箏、蘆笙和大提琴。

#### 武場樂器
武場樂器有戰鼓、大鼓、邊鼓、大蘇鑼（又稱“銅鑼”）、小鑼、碗鑼、銅金、檀板、號頭、大鈸、小鈸等。

### 表演身段
小生開膀拉山平肩，舉手投足穩重大方、端莊、文雅；文生和文武生均重瀟灑、飄逸，講究扇子、水袖、翎子功夫，文生要行似秋風落葉，站如玉樹婷婷。武生舉手投足講究暗勁力度、造型亮相和槍刀把子，且行開膀拉山對臍上。
旦行的科步動作、程式有慢步、中步、快步、細步（碎步）、直步、斜步、彎步、大跳、小跳、出水、入水等五十多種。閨門旦要求行不露足，踱不過寸，笑不露齒，手不上胸，唱、做要掌握「氣沉丹田頭頂空，全憑腰轉兩肩松」；唱時音質要有厚度，唱法柔婉，表演輕鬆莊重，婆（老旦）開膀拉山不過肩不下臍。
醜行表演動作誇張，胸正膝曲，常走矮步或單腿移動，肩、眼、鼻、口、舌與肩、手、指、腰、腿緊密配合，要求「功底過硬一身輕，蹲步動作穩如釘；走步技巧似無邊，翻騰飛躍無響聲」。
公（老生）開膀拉山齊胸出手，雙手平肩拉開，水袖、台步、扇子的各種程式都要求大方、端莊、穩重。
紅淨、烏淨的表演程式要求舉手投足千斤重，開膀過頭顯英雄；步履穩健使暗勁，亞賽金剛搬不動。

## 傳承保護
廣東客家漢劇行當齊全，表演內容多姿多彩，音樂唱腔豐富優美，為廣大觀眾所喜聞樂見，曾被周恩來總理讚譽為「南國牡丹」。此具有特色的地方劇種是客家文化重要組成的一部分，在客家文化及南方戲曲藝術的研究中具有重要的參考價值。

### 保護措施
國家級非物質文化遺產廣東客家漢劇保護基地——廣東漢劇傳承研究院，前身是成立於1959年的廣東漢劇院，肩負劇目創作、演出示範、藝術理論研究和人才培訓等重任。2019年6月，該院將規劃建設開放式的廣東漢劇博物館，設有廣東漢劇體驗館、廣東漢劇藝術講堂、廣東漢劇創作研究基地、廣東漢劇衍生品研製中心、廣東漢劇文化交流中心等功能室，讓更多市民、遊客近距離、直觀地感受廣東漢劇的魅力，讓廣東漢劇得到有力的傳承和發展。1988年12月，惠州市廣東漢劇(漢樂）藝術研究會成立.2005年，「廣東漢劇幼苗班」開辦。2012年5月，大埔漢劇團改制為大埔縣廣東漢劇傳承保護中心。
2019年3月12日上午，廣東漢劇傳承研究院和蕉嶺縣文化廣電旅遊體育局聯合為蕉嶺縣博藝漢劇協會、蕉嶺縣漢樂協會「廣東漢劇（漢樂）活動驛站」掛牌，為廣東漢劇打造非遺活動基地，推動廣東漢劇的傳承和發展。
2019年6月16日，廣東漢劇進校園活動暨國家級非物質文化遺產廣東漢劇傳承人梁素珍工作室揭牌儀式在梅州市農業學校舉行。
2019年11月，《國家級非物質文化遺產代表性項目保護單位名單》公佈，廣東漢劇傳承研究院獲得「廣東漢劇」項目保護單位資格。 
2019年12月25日，梅州市振興廣東漢劇文藝基金會正式啓動成立。此舉旨在建立多元資金籌措機制，資助廣東漢劇發展和創新，保護漢劇文化資源，傳承漢劇藝術。
2022年4月14日，在中華人民共和國和模里西斯建交50週年之際，廣東漢劇傳承研究院與模里西斯中華文化藝術委員會達成共識，在路易士港設立「廣東漢劇海外（毛里求斯）傳承推廣中心」。這是廣東漢劇傳承研究院首個海外傳承推廣中心。
廣東漢劇院近年復排了廣東漢劇系列優秀傳統劇目，並與梅州廣播電視台合作，利用高科技手段及先進設備，拍攝成影像資料，同時以電視台、網絡等現代媒體為平台進行播放宣傳，使廣東漢劇走進千家萬户，讓更多的人瞭解、熱愛和支持廣東漢劇。

### 傳承人物
- 梁素珍，1938年7月生，第三批國家級非物質文化遺產項目代表性傳承人。

## 知名演員
- 李仙花